# Siergiej Marakujew
Siergiej Władimirowicz Marakujew, ros. Сергей Владимирович Маракуев (ur. ?, zm. w maju 1945 r. w Pradze) – kozacki działacz gospodarczy, emigracyjny naukowiec i pisarz, przedstawiciel atamana Kozaków dońskich w Czechosłowacji
W 1917 r. został członkiem Dońskiego Komitetu Gospodarczego. Od 1919 r. przewodniczył Południowo-Wschodniej Radzie Związku Spółdzielni Kredytowych. W 1920 r. wyjechał do Czechosłowacji. Od 1921 r. był rektorem Rosyjskiego Instytutu Spółdzielni Rolniczych w Pradze. Miał stopień profesora. Od 1926 r. był przedstawicielem atamana Kozaków dońskich w Czechosłowacji. W czasie II wojny światowej prowadził akcję pomocy i nauki dzieci z okupowanych terenów ZSRR. 25 listopada w Pradze wziął udział w zjeździe atamanów stanicznych Wszechkozackiego Zrzeszenia w Rzeszy Niemieckiej, na Słowacji i Węgrzech oraz przedstawicieli innych emigracyjnych organizacji kozackich, na którym poparli oni Komitet Wyzwolenia Narodów Rosji (KONR) gen. Andrieja A. Własowa. Po zajęciu Pragi przez Armię Czerwoną w pierwszych dniach maja 1945 r., został aresztowany przez NKWD. Zmarł wkrótce w obozie przejściowym.